# Landkreis Ravensburg
Der Landkreis Ravensburg ist ein Landkreis in Baden-Württemberg. Er ist gemessen an seiner Fläche nach dem Ortenaukreis der zweitgrößte Landkreis im Land und bildet zusammen mit dem Bodenseekreis und dem Landkreis Sigmaringen den Regionalverband Bodensee-Oberschwaben im Regierungsbezirk Tübingen.

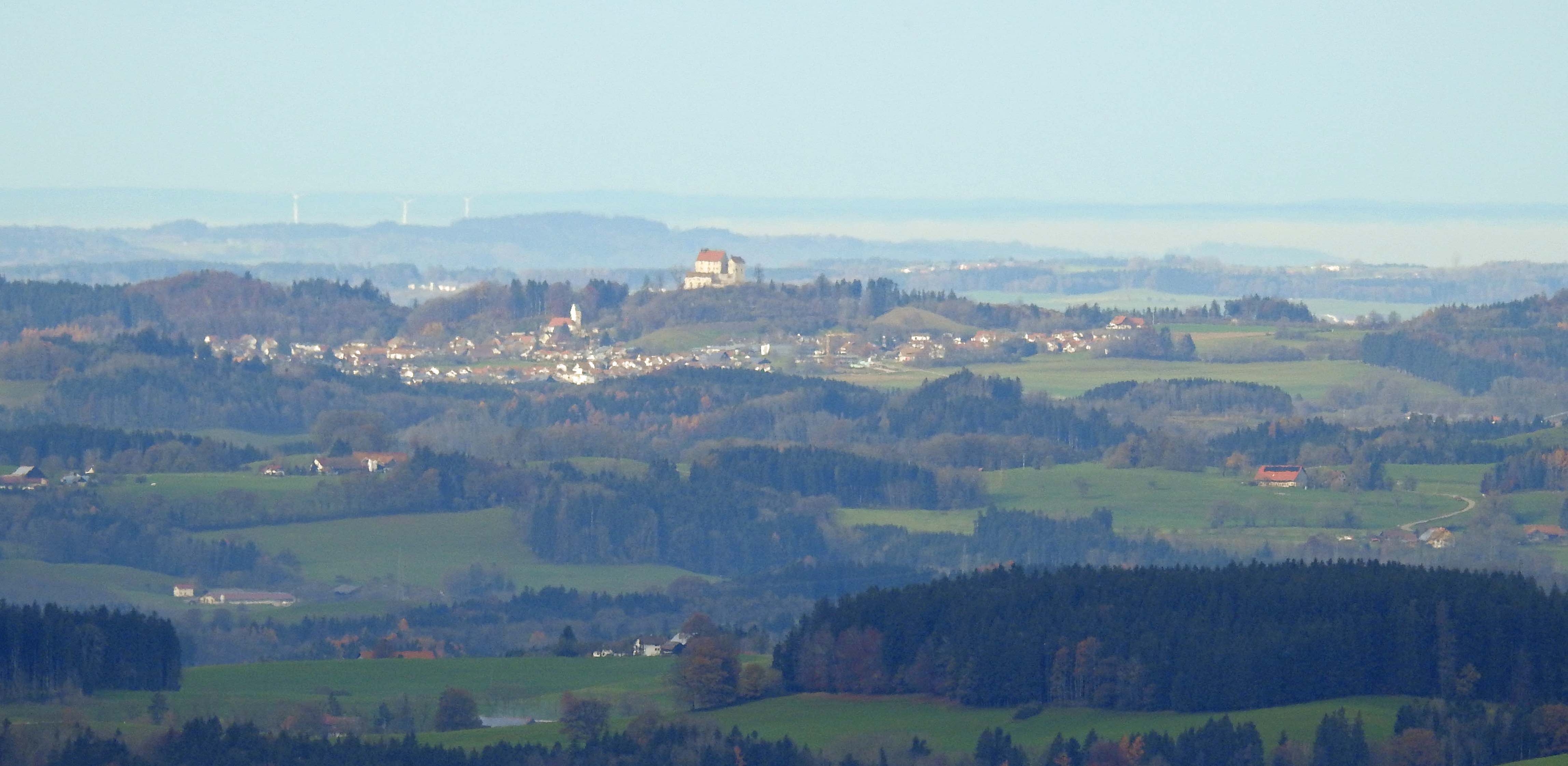
Oberschwäbische Landschaft mit Waldburg in der Bildmitte

## Geographie

### Lage
Der Landkreis Ravensburg hat Anteil am Oberschwäbischen Hügelland, welches sich von ihm aus weiter nördlich (Biberach) und südlich (Friedrichshafen) erstreckt. Er beinhaltet im Osten Teile des Westallgäuer Hügellands, im Westen den Linzgau. 60,2 Prozent der Gesamtfläche werden als landwirtschaftliche Flächen genutzt. Im Landkreis verläuft die Grenze des Allgäus, genauer des Westallgäus, etwa vom bayerischen Scheidegg über Wangen, Leutkirch ins bayerische Legau. Die Gemeinden Wolfegg, Vogt und Amtzell liegen auf der Grenze zwischen Schussental und Westallgäu und sehen sich als Tor zum Allgäu. Höchste Erhebung ist mit 1118,5 m ü. NHN der Schwarze Grat, der tiefste Punkt wird mit 413,1 m ü. NHN beim Austritt der Schussen aus dem Kreisgebiet gemessen.

### Orte
Im Landkreis Ravensburg liegen etwa 2365 Ortschaften.

### Nachbarkreise
Der Landkreis Ravensburg grenzt im Uhrzeigersinn im Norden beginnend an den Landkreis Biberach (in Baden-Württemberg), an den Landkreis Unterallgäu, an die kreisfreie Stadt Memmingen und an die Landkreise Oberallgäu und Lindau (Bodensee) (alle in Bayern) sowie an den Bodenseekreis und an den Landkreis Sigmaringen (beide wiederum in Baden-Württemberg).

### Flächenaufteilung
Nach Daten des Statistischen Landesamtes, Stand 2015.

## Geschichte
Der Landkreis Ravensburg geht zurück auf das württembergische Oberamt Ravensburg, das nach dem Übergang der ehemals freien Reichsstadt Ravensburg und deren Umland an das Königreich Württemberg 1810 errichtet wurde. Schon 1806 waren die Oberämter Altdorf, Isny und Waldsee errichtet worden. Ab 1810 hatten auf dem heutigen Kreisgebiet neben Ravensburg noch die Oberämter Leutkirch, Saulgau, Tettnang, Waldsee und Wangen Anteil. Ab 1810 gehörten die Oberämter zur Landvogtei am Bodensee und ab 1818 zum Donaukreis. Die Grenzen der Oberämter wurden 1842 geringfügig verändert. 1924 wurde der Donaukreis aufgelöst und 1934 wurden die Oberämter in Landkreise umbenannt. 1938 wurden die Landkreise Leutkirch und Waldsee aufgelöst, wobei der Großteil des Landkreises Waldsee zum Landkreis Ravensburg (der Rest zum Landkreis Biberach) und der Großteil des Landkreises Leutkirch zum Landkreis Wangen kam.
Bei der Kreisreform wurde der Landkreis Ravensburg am 1. Januar 1973 mit dem Landkreis Wangen vereinigt. Ferner wurden einige Gemeinden des Landkreises Saulgau und die Gemeinde Unterschwarzach des Landkreises Biberach dem neuen Landkreis Ravensburg angeschlossen.
Am 1. Mai 1973 wurden die Ortsteile Höhreute, Niederweiler und Tafern der zum Landkreis Sigmaringen gehörenden Gemeinde Illmensee in die Gemeinde Wilhelmsdorf umgegliedert.
Am 1. Januar 1976 wurden die Orte Gensenweiler, Hagnaufurt, Hervetsweiler und Wattenweiler aus der Stadt Bad Waldsee aus- und in die im Landkreis Biberach gelegene Gemeinde Ingoldingen eingegliedert.
Nach Abschluss der Gemeindereform umfasst der Landkreis Ravensburg noch 39 Gemeinden, darunter acht Städte und hiervon wiederum fünf Große Kreisstädte (Bad Waldsee, Leutkirch im Allgäu, Ravensburg, Wangen im Allgäu, Weingarten). Größte Stadt des Kreises ist Ravensburg, kleinste Gemeinde ist Guggenhausen.

## Einwohnerentwicklung

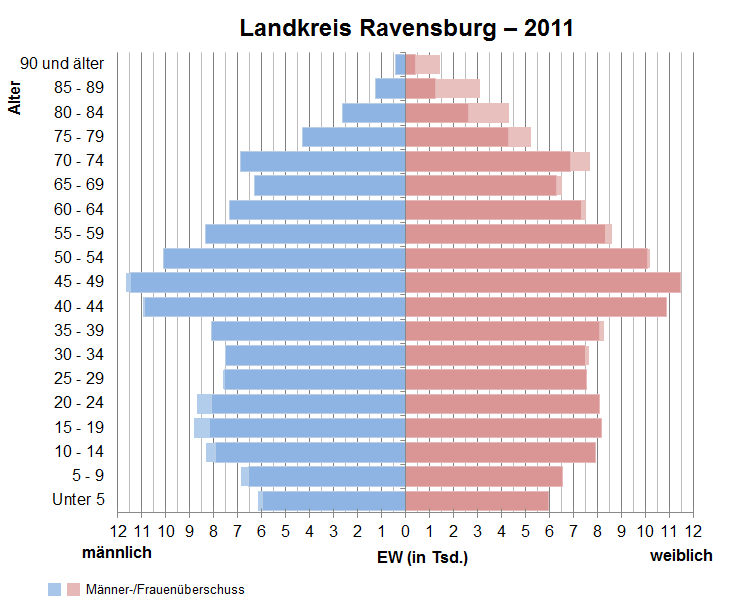
Bevölkerungspyramide für den Kreis Ravensburg (Datenquelle: Zensus 2011)

Die Einwohnerzahlen sind Volkszählungsergebnisse (¹) oder amtliche Fortschreibungen des Statistischen Landesamts Baden-Württemberg (nur Hauptwohnsitze).
| Datum             | Einwohner |
| ----------------- | --------- |
| 31. Dezember 1973 | 225.058   |
| 31. Dezember 1975 | 225.327   |
| 31. Dezember 1980 | 230.685   |
| 31. Dezember 1985 | 233.644   |
| 25. Mai 1987 (¹)  | 233.635   |
| 31. Dezember 1990 | 247.674   |

| Datum             | Einwohner |
| ----------------- | --------- |
| 31. Dezember 1995 | 261.446   |
| 31. Dezember 2000 | 268.770   |
| 31. Dezember 2005 | 275.677   |
| 31. Dezember 2010 | 276.965   |
| 31. Dezember 2015 | 279.296   |
| 31. Dezember 2020 | 285.888   |

| Datum            | Einwohner |
| ---------------- | --------- |
| 15. Mai 2022 (¹) | 285.423   |

## Politik
Der Landkreis wird vom Kreistag und vom Landrat verwaltet.

### Kreistag
Der Kreistag wird von den Wahlberechtigten im Landkreis auf fünf Jahre gewählt. Die Wahl am 9. Juni 2024 führte zu den in den Diagrammen dargestellten Ergebnissen.
| Insgesamt 74 Sitze - SPD: 5 - Grüne: 11 - FDP: 4 - FW: 17 - ÖDP: 4 - CDU: 23 - BBM: 2 - AfD: 8 |

Ergebnisse der Kreistagswahlen seit 1989
| Parteien und Wählergemeinschaften | Parteien und Wählergemeinschaften                                 | % 2024  | Sitze 2024 | % 2019  | Sitze 2019 | % 2014  | Sitze 2014 | % 2009 | Sitze 2009 | % 2004 | Sitze 2004 | % 1999 | Sitze 1999 | % 1994 | Sitze 1994 | % 1989 | Sitze 1989 |
| --------------------------------- | ----------------------------------------------------------------- | ------- | ---------- | ------- | ---------- | ------- | ---------- | ------ | ---------- | ------ | ---------- | ------ | ---------- | ------ | ---------- | ------ | ---------- |
| CDU                               | Christlich Demokratische Union Deutschlands                       | 32,49   | 23         | 33,47   | 24         | 41,08   | 30         | 41,13  | 31         | 44,8   | 34         | 48,9   | 38         | 44,1   | 39         | 50,4   | 40         |
| FW                                | Freie Wählervereinigung                                           | 21,97   | 17         | 21,87   | 17         | 19,76   | 15         | 23,09  | 18         | —      | —          | —      | —          | —      | —          | —      | —          |
| SPD                               | Sozialdemokratische Partei Deutschlands                           | 7,81    | 5          | 8,17    | 6          | 10,61   | 7          | 9,26   | 6          | 11,4   | 7          | 13,0   | 8          | 16,2   | 11         | 15,7   | 10         |
| GRÜNE                             | Bündnis 90/Die Grünen                                             | 15,48   | 11         | 21,93   | 15         | 16,07   | 11         | 13,56  | 9          | 12,1   | 7          | 9,3    | 6          | 9,5    | 7          | 7,6    | 5          |
| FDP                               | Freie Demokratische Partei                                        | 5,23    | 4          | 5,48    | 4          | 3,43    | 2          | 4,78   | 3          | 2,1    | 1          | 0,7    | 0          | 1,8    | 1          | 2,3    | 1          |
| ÖDP                               | Ökologisch-Demokratische Partei                                   | 5,18    | 4          | 7,53    | 5          | 6,72    | 5          | 6,37   | 4          | —      | —          | —      | —          | —      | —          | —      | —          |
| LINKE                             | Die Linke                                                         | —       | —          | 1,44    | 1          | 2,33    | 2          | 1,80   | 1          | —      | —          | —      | —          | —      | —          | —      | —          |
| AfD                               | Alternative für Deutschland                                       | 9,58    | 8          | —       | —          | —       | —          | —      | —          | —      | —          | —      | —          | —      | —          | —      | —          |
| BBM                               | Bürger-Bauern-Mittelstand und die Basis-Bewegung Kreis Ravensburg | 2,25    | 2          | —       | —          | —       | —          | —      | —          | —      | —          | —      | —          | —      | —          | —      | —          |
| WG                                | Wählervereinigungen                                               | —       | —          | —       | —          | —       | —          | —      | —          | 23,4   | 19         | 21,6   | 16         | 19,4   | 15         | 16,7   | 13         |
| Sonst.                            | Sonstige                                                          | —       | —          | 0,1     | 0          | —       | —          | —      | —          | 6,2    | 4          | 6,4    | 4          | 8,9    | 6          | 7,4    | 5          |
| Gesamt                            | Gesamt                                                            | 100     | 74         | 100     | 72         | 100     | 72         | 100    | 72         | 100    | 72         | 100    | 72         | 100    | 79         | 100    | 74         |
| Wahlbeteiligung                   | Wahlbeteiligung                                                   | 62,45 % | 62,45 %    | 59,66 % | 59,66 %    | 49,86 % | 49,86 %    | 51,8 % | 51,8 %     | 52,6 % | 52,6 %     | 53,1 % | 53,1 %     | 66,4 % | 66,4 %     | 59,8 % | 59,8 %     |

- WG: Wählervereinigungen, da sich die Ergebnisse von 1989 bis 2004 nicht auf einzelne Wählergruppen und kleine Parteien aufschlüsseln lassen.

### Landrat

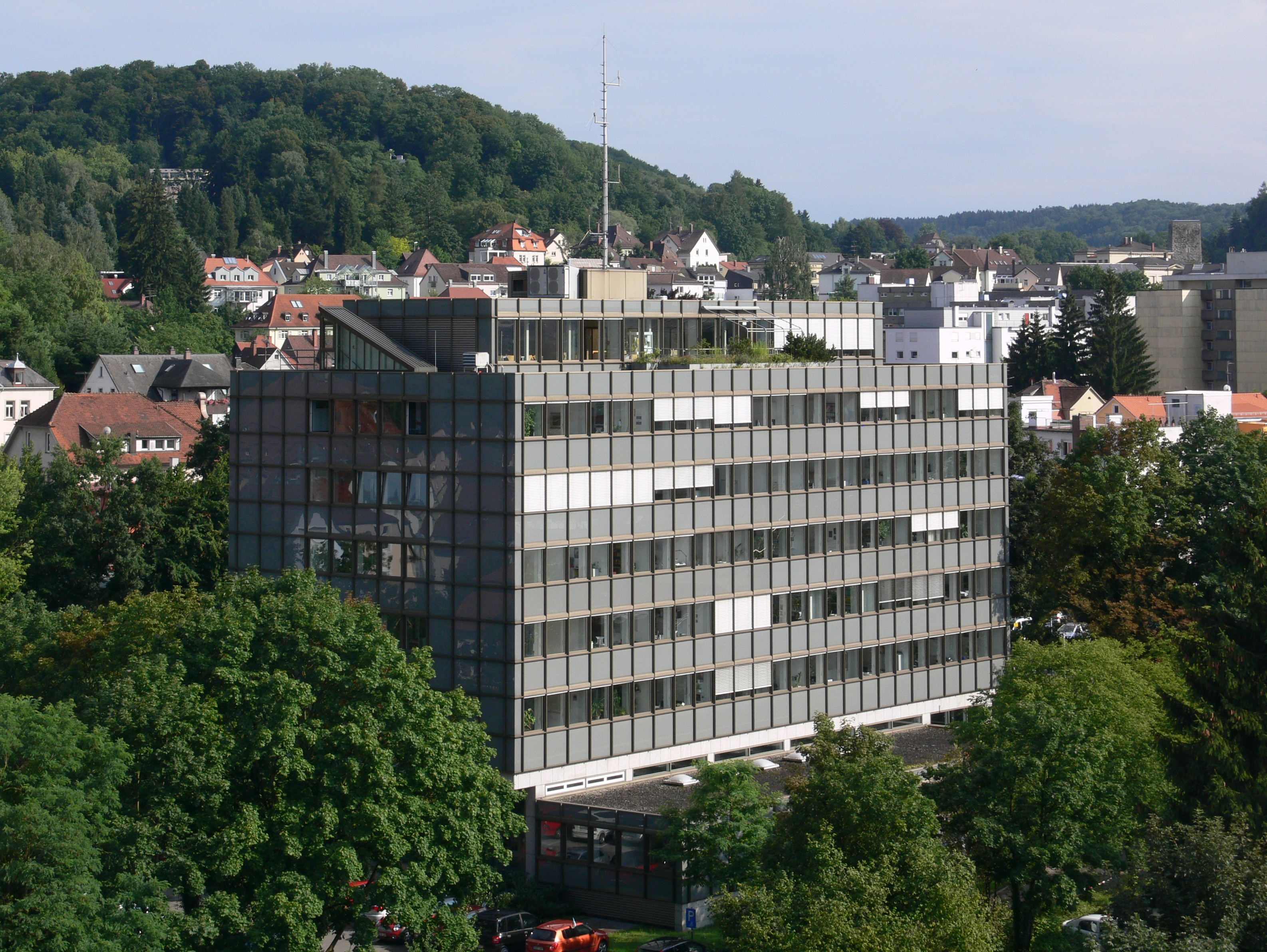
Landratsamt in Ravensburg

Der Kreistag wählt den Landrat für eine Amtszeit von acht Jahren. Dieser ist gesetzlicher Vertreter und Repräsentant des Landkreises sowie Vorsitzender des Kreistags und seiner Ausschüsse, hat aber in den Gremien kein Stimmrecht. Er leitet das Landratsamt und ist Beamter des Kreises.
Zu seinem Aufgabengebiet zählen die Vorbereitung der Kreistagssitzungen sowie seiner Ausschüsse. Er beruft Sitzungen ein, leitet diese und vollzieht die dort gefassten Beschlüsse. Sein Stellvertreter ist der Erste Landesbeamte.
Die Landräte des Landkreises Ravensburg seit 1937:
- 1937–1945: Theodor Kreeb
- 1945–1947: Hermann Alfred Bendel (kommissarisch)
- 1947–1978: Oskar Sailer
- 1978–1999: Guntram Blaser
- 1999–2015: Kurt Widmaier
- seit 2015: Harald Sievers

Die Oberamtmänner des früheren Oberamts Ravensburg von 1810 bis 1936 sind im Artikel Oberamt Ravensburg dargestellt.

Die Landräte des früheren Landkreises Wangen von 1938 bis 1972 sind im Artikel Landkreis Wangen dargestellt.

### Wappen

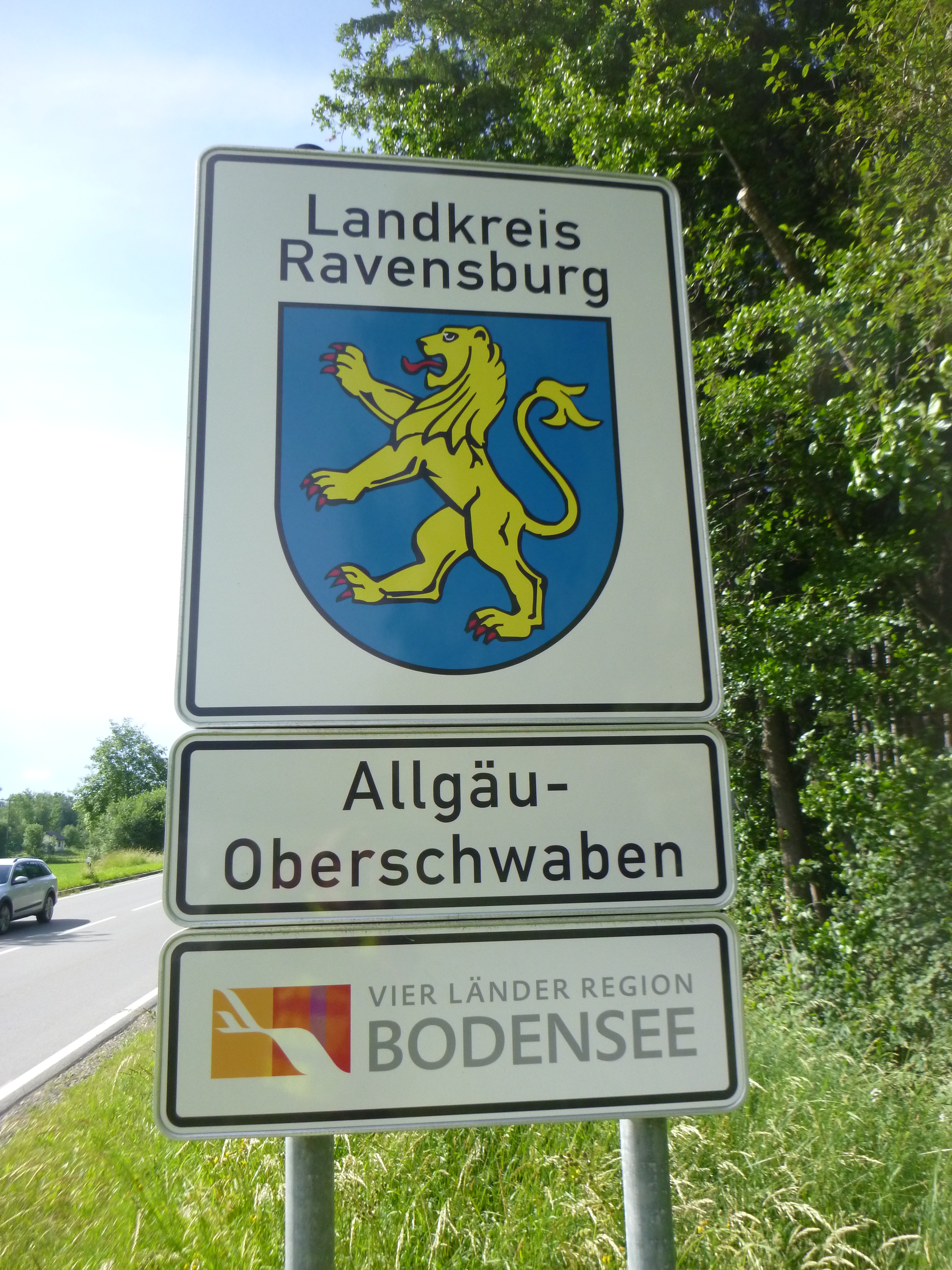
Landkreis Ravensburg

Das Wappen des Landkreises Ravensburg zeigt in Blau einen rot bezungten und rot bewehrten goldenen Löwen. Das Wappen wurde am 6. November 1952 und nach der Kreisreform am 20. Januar 1975 neu verliehen.
Die Wappenfigur stellt den welfischen Löwen dar. Die Welfen hatten ihr oberschwäbisches Zentrum in Ravensburg und Altdorf (heute Weingarten), bevor das Gebiet an die Hohenstaufen kam.

### Flagge
Die Flagge des Landkreises Ravensburg ist – entsprechend dem Wappen – gelb-blau.

### Kreisfinanzen
Der Landkreis Ravensburg (mit Eigenbetrieben) war zum Stichtag 31. Dezember 2015 mit 67.372.756 Euro verschuldet.
Die wichtigsten Kennzahlen des Kreishaushalts (Stand 31. Dezember 2014):
- Ordentliche Erträge: 341.181.889 Euro
- Ordentliche Aufwendungen: −313.761.798 Euro
- Ordentliches Ergebnis: 27.420.091 Euro
- Investitionsvolumen: −29.895.642 Euro
- Bilanzsumme: 311.516.051 Euro
- Sachvermögen: 174.237.479 Euro
- Finanzvermögen: 145.335.698 Euro[11]

### Medienangebot des Landratsamtes
Neben verschiedenen Broschüren für die Bürgerschaft und Online-Medien verlegt das Landratsamt seit 1991 das halbjährlich publizierte Kulturmagazin Oberland mit landeskundlichen bzw. regionalhistorischen Beiträgen und Hinweisen zu kulturellen Angeboten im Kreisgebiet.
Das Kreismedienzentrum Ravensburg stellt Schulen und Bildungseinrichtungen moderne Medientechnik, digitale Bildungsmedien sowie Fortbildungen zur Verfügung. Neben der klassischen Medienausleihe unterstützt das Zentrum zunehmend innovative medienpädagogische Projekte, etwa durch die Produktion von Podcasts, Workshops zur Medienbildung und die Förderung kreativer Formate wie Robotik-Installationen oder Medienprojekte in Betreuungseinrichtungen und Schulen. Ziel ist es, Medienkompetenz von Kindern und Jugendlichen nachhaltig zu fördern und die Sichtbarkeit positiver Bildungsbeispiele im Landkreis zu stärken.

## Wirtschaft und Infrastruktur
Im Zukunftsatlas 2016 belegte der Landkreis Ravensburg Platz 110 von 402 Landkreisen, Kommunalverbänden und kreisfreien Städten in Deutschland und zählt damit zu den Regionen mit „Zukunftschancen“.
Die Wirtschaftsförderung des Landkreises Ravensburg wird durchgeführt durch die WIR GmbH Wirtschaftsförderungs- und Innovationsförderungsgesellschaft Landkreis Ravensburg.

### Verkehr

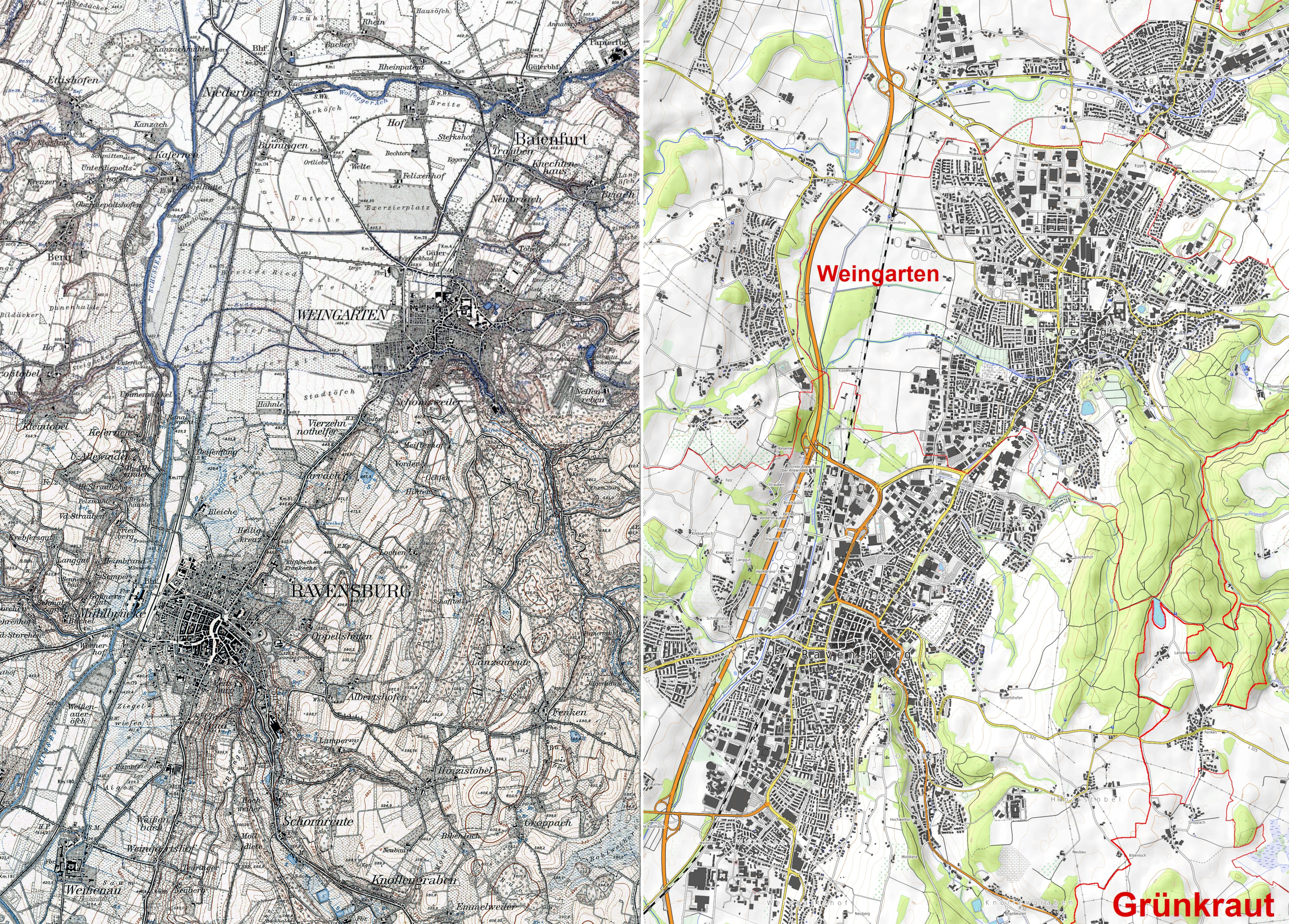
Urbanisierung im Landkreis Ravensburg von 1908 bis 2024

#### Straßen
Durch das östliche Kreisgebiet verläuft die Bundesautobahn 96 Lindau–München. Darüber hinaus wird der Kreis durch Bundes-, Landes- und Kreisstraßen erschlossen. Die wichtigsten Bundesstraßen sind die B 30 Ulm–Friedrichshafen und die B 32 Sigmaringen–Ravensburg–Wangen.

#### Bahnverkehr
Die Bahnstrecke Ulm–Friedrichshafen (Südbahn) durchquert das Kreisgebiet und schließt es so an das überregionale Schienennetz an. An der Bodensee-Oberschwaben-Bahn GmbH & Co. KG, die den Nahverkehr auf der Südbahn betreibt, hält der Kreis einen Anteil von 17,5 % des Kapitals. Der nördliche und östliche Teil des Landkreises wird zwischen Altshausen und Leutkirch durch die Württembergische Allgäubahn sowie die Bahnstrecke Leutkirch–Memmingen erschlossen. In Kissleg zweigt eine Bahnverbindung über Wangen nach Lindau am Bodensee ab. Die beiden letztgenannten Abschnitte sind Bestandteil der Ausbaustrecke München–Lindau.

#### Radverkehr
Durch den Landkreis verlaufen einige Alltagsrouten aus dem Radnetz Baden-Württemberg: 
- Von Biberach an der Riß kommend über Bad Waldsee, Weingarten und Ravensburg Richtung Friedrichshafen
- Von Bad Saulgau kommend über Altshausen nach Weingarten
- Von Memmingen kommend über Leutkirch und Wangen im Allgäu Richtung Lindau.

Überdies gibt es eine Radwegenetzkonzeption des Landkreises.
Durch den Landkreis verlaufen als Landes-Radfernwege:
- Der Donau-Bodensee-Radweg verbindet Ulm mit Kressbronn am Bodensee. Er verläuft von Biberach über Eberhardzell kommend nach Bad Waldsee und weiter über Kißlegg und Wangen Richtung Neukirch und Kressbronn.
- Der Oberschwaben-Allgäu-Radweg ist eine Rundstrecke über Ulm und Tettnang. Die östliche Strecke führt von Ochsenhausen kommend nach Bad Wurzach und weiter über Leutkirch, Isny und Wangen Richtung Neukirch und Tettnang. Die westliche Strecke führt von Markdorf kommend über Wilhelmsdorf, Altshausen und Aulendorf Richtung Bad Schussenried und Bad Saulgau.

Der Landkreis Ravensburg ist Mitglied der AGFK (Arbeitsgemeinschaft Fahrrad- und Fußverkehrsfreundlicher Kommunen) in Baden-Württemberg.

### Kreiseinrichtungen

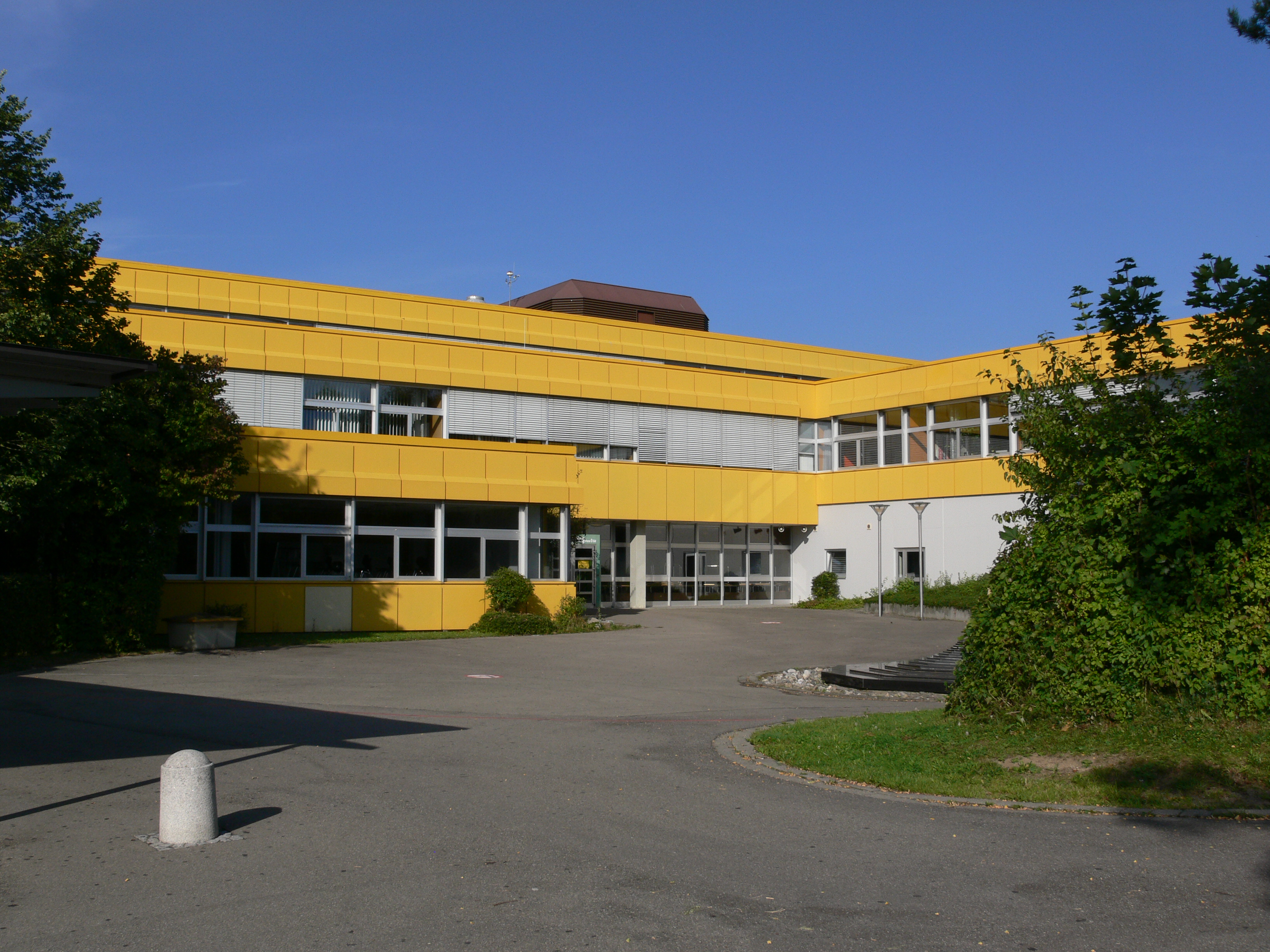
Eingang in das Gebäude der Edith-Stein- und der Humpis-Schule in Ravensburg

Der Landkreis Ravensburg ist Träger mehrerer beruflicher Schulen und zweier Sonderpädagogischer Bildungs- und Beratungszentren:
- Aulendorf: Standort der Edith-Stein-Schule Ravensburg und Aulendorf (Haus- und Landwirtschaftliche, Gewerbliche und Kaufmännische Schule) ehemalige Berufsschule Aulendorf mit Sozial- und gesundheitswissenschaftlichem Gymnasium Profile Soziales und Gesundheit (SG und GG)[17]
- Bad Waldsee: Krankenpflegeschule
- Kißlegg: Albert-Schweitzer-Schule (Sonderpädagogisches Bildungs- und Beratungszentrum mit dem Förderschwerpunkt geistige Entwicklung)
- Leutkirch: Gewerbliche Schule mit Technischem Gymnasium (TG)
- Leutkirch: Sophie-Scholl-Schule für Hauswirtschaft, Landwirtschaft, Umwelt, Sozialpädagogik und Pflege mit Sozial- und gesundheitswissenschaftlichem Gymnasium Profil Soziales (SG)
- Ravensburg: Standort der Edith-Stein-Schule Ravensburg und Aulendorf (Haus- und Landwirtschaftliche, Gewerbliche und Kaufmännische Schule) mit Agrarwissenschaftlichem (AG), Biotechnologischem (BTG), Ernährungs- (EG) und Sozial- und gesundheitswissenschaftlichem Gymnasium Profil Soziales (SG)[17]
- Ravensburg: Fachschule für Landwirtschaft (mit Abteilung Hauswirtschaft in Bad Waldsee)
- Ravensburg: Gewerbliche Schulen
- Ravensburg: Humpis-Schule (Kaufmännische Schule)
- Ravensburg: Kreismedienzentrum Ravensburg (zentrale Anlaufstelle für medienpädagogische Arbeit). Angebote sind technische Ausstattung und Unterrichtsmedien, projektbezogene Unterstützung für Betreuungseinrichtungen, Schulen und Vereine, sowie Podcastproduktion mit moderner Studiotechnik.[18]
- Ravensburg: Martinusschule mit Schulkindergarten (Sonderpädagogisches Bildungs- und Beratungszentrum mit dem Förderschwerpunkt geistige Entwicklung)
- Wangen: Friedrich-Schiedel-Schule (Gewerbliche Schule und Landesberufsschule für milchwirtschaftliche Ausbildungsberufe)
- Wangen: Kaufmännische Schule (mit Außenstelle in Isny)
- Wangen: Krankenpflegeschule

Der Landkreis Ravensburg ist Gesellschafter der Oberschwabenklinik gGmbH, die 1997 gegründet wurde. Die Gesellschaft ist Träger des Westallgäu-Klinikums in Wangen im Allgäu sowie des St. Elisabethen-Klinikum Ravensburg mit Abteilung für Kinder- und Jugendmedizin St. Nikolaus. Zudem betreibt es Medizinische Versorgungszentren (MVZ) in Ravensburg, Wangen, Isny und Bad Waldsee.

## Gemeinden
(Einwohner am 31. Dezember 2024)
| Städte 1. Aulendorf (10.417) 2. Bad Waldsee, Große Kreisstadt (20.838) 3. Bad Wurzach (14.942) 4. Isny im Allgäu (15.145) 5. Leutkirch im Allgäu, Große Kreisstadt (24.226) 6. Ravensburg, Große Kreisstadt (50.628) 7. Wangen im Allgäu, Große Kreisstadt (28.412) 8. Weingarten, Große Kreisstadt (24.940) Vereinbarte Verwaltungsgemeinschaften und Gemeindeverwaltungsverbände 1. Gemeindeverwaltungsverband Altshausen mit Sitz in Altshausen; Mitgliedsgemeinden: Altshausen, Boms, Ebenweiler, Ebersbach-Musbach, Eichstegen, Fleischwangen, Guggenhausen, Hoßkirch, Königseggwald, Riedhausen und Unterwaldhausen 2. Vereinbarte Verwaltungsgemeinschaft der Stadt Bad Waldsee mit der Gemeinde Bergatreute 3. Gemeindeverwaltungsverband „Gullen“ mit Sitz in Grünkraut; Mitgliedsgemeinden: Bodnegg, Grünkraut, Schlier und Waldburg 4. Vereinbarte Verwaltungsgemeinschaft der Stadt Leutkirch im Allgäu mit den Gemeinden Aichstetten und Aitrach 5. Gemeindeverwaltungsverband „Mittleres Schussental“ mit Sitz in Ravensburg; Mitgliedsgemeinden: Städte Ravensburg und Weingarten sowie Gemeinden Baienfurt, Baindt und Berg 6. Vereinbarte Verwaltungsgemeinschaft der Gemeinde Vogt mit der Gemeinde Wolfegg 7. Vereinbarte Verwaltungsgemeinschaft der Stadt Wangen im Allgäu mit den Gemeinden Achberg und Amtzell 8. Vereinbarte Verwaltungsgemeinschaft der Gemeinde Wilhelmsdorf mit der Gemeinde Horgenzell 9. Gemeindeverwaltungsverband Fronreute-Wolpertswende mit Sitz in Wolpertswende; Mitgliedsgemeinden: Fronreute und Wolpertswende | Weitere Gemeinden 1. Achberg (1709) 2. Aichstetten (2874) 3. Aitrach (3028) 4. Altshausen (3999) 5. Amtzell (4223) 6. Argenbühl (6726) 7. Baienfurt (7382) 8. Baindt (5269) 9. Berg (4408) 10. Bergatreute (3181) 11. Bodnegg (3235) 12. Boms (717) 13. Ebenweiler (1359) 14. Ebersbach-Musbach (1680) 15. Eichstegen (533) 16. Fleischwangen (651) 17. Fronreute (4983) 18. Grünkraut (3105) 19. Guggenhausen (193) 20. Horgenzell (5436) 21. Hoßkirch (736) 22. Kißlegg (9530) 23. Königseggwald (681) 24. Riedhausen (838) 25. Schlier (4054) 26. Unterwaldhausen (279) 27. Vogt (4717) 28. Waldburg (3267) 29. Wilhelmsdorf (4813) 30. Wolfegg (3861) 31. Wolpertswende (4087) |  |

## Der Altkreis Ravensburg
Vor der Kreisreform am 1. Januar 1973 und der Gemeindereform gehörten zum (alten) Landkreis Ravensburg seit 1938 insgesamt 37 Gemeinden, darunter vier Städte. Vom 1. April 1939 bis zum 1. April 1946 war die Stadt Weingarten ein Ortsteil der Stadt Ravensburg.
Am 7. März 1968 stellte der Landtag von Baden-Württemberg die Weichen für eine Gemeindereform. Mit dem Gesetz zur Stärkung der Verwaltungskraft kleinerer Gemeinden war es möglich, dass sich kleinere Gemeinden freiwillig zu größeren Gemeinden vereinigen konnten. Den Anfang im alten Landkreis Ravensburg machte am 1. Juli 1971 die Gemeinde Gaisbeuren, die in die Stadt Bad Waldsee eingegliedert wurde. In der Folgezeit reduzierte sich die Zahl der Gemeinden stetig.
Die verbliebenen Gemeinden des (alten) Landkreises Ravensburg gingen am 1. Januar 1973 im neuen vergrößerten Landkreis Ravensburg auf.
Die größte Gemeinde des alten Landkreises Ravensburg war die Kreisstadt Ravensburg, die seit dem 1. April 1956 Große Kreisstadt ist. Die kleinste Gemeinde war Pfrungen.
Der alte Landkreis Ravensburg umfasste zuletzt eine Fläche von 714 km² und hatte bei der Volkszählung 1970 insgesamt 121.034 Einwohner.
In der Tabelle wird die Einwohnerentwicklung des alten Landkreises Ravensburg bis 1970 angegeben. Alle Einwohnerzahlen sind Volkszählungsergebnisse.
| Datum              | Einwohner |
| ------------------ | --------- |
| 17. Mai 1939       | 77.233    |
| 13. September 1950 | 91.083    |

| Datum        | Einwohner |
| ------------ | --------- |
| 6. Juni 1961 | 104.690   |
| 27. Mai 1970 | 121.034   |

In der Tabelle stehen die Gemeinden des alten Landkreises Ravensburg vor der Gemeindereform. Alle Gemeinden gehören auch heute noch zum Landkreis Ravensburg.

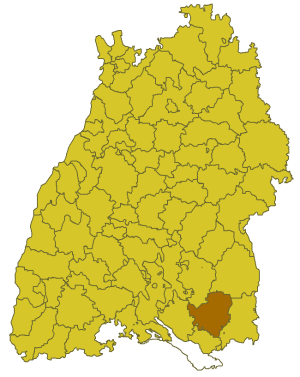
Landkreis Ravensburg vor der Kreisreform

| frühere Gemeinde                    | heutige Gemeinde | Einwohner am 6. Juni 1961 |
| ----------------------------------- | ---------------- | ------------------------- |
| Aulendorf, Stadt                    | Aulendorf        | 4.972                     |
| Bad Waldsee, Stadt                  | Bad Waldsee      | 6.473                     |
| Baienfurt                           | Baienfurt        | 4.337                     |
| Baindt                              | Baindt           | 1.503                     |
| Berg                                | Berg             | 2.007                     |
| Bergatreute                         | Bergatreute      | 1.745                     |
| Blitzenreute                        | Fronreute        | 1.120                     |
| Blönried                            | Aulendorf        | 866                       |
| Bodnegg                             | Bodnegg          | 2.014                     |
| Eschach                             | Ravensburg       | 5.410                     |
| Esenhausen                          | Wilhelmsdorf     | 503                       |
| Fronhofen                           | Fronreute        | 1.036                     |
| Gaisbeuren                          | Bad Waldsee      | 742                       |
| Grünkraut                           | Grünkraut        | 1.588                     |
| Haidgau                             | Bad Wurzach      | 729                       |
| Haisterkirch                        | Bad Waldsee      | 945                       |
| Hasenweiler                         | Horgenzell       | 827                       |
| Kappel                              | Horgenzell       | 474                       |
| Michelwinnaden                      | Bad Waldsee      | 654                       |
| Mittelurbach (bis 1958 Unterurbach) | Bad Waldsee      | 728                       |
| Pfrungen                            | Wilhelmsdorf     | 247                       |
| Ravensburg, Große Kreisstadt        | Ravensburg       | 31.269                    |
| Reute                               | Bad Waldsee      | 1.342                     |
| Schlier                             | Schlier          | 1.595                     |
| Schmalegg                           | Ravensburg       | 972                       |
| Taldorf                             | Ravensburg       | 2.174                     |
| Tannhausen                          | Aulendorf        | 531                       |
| Vogt                                | Vogt             | 1.842                     |
| Waldburg                            | Waldburg         | 1.410                     |
| Weingarten, Stadt                   | Weingarten       | 14.783                    |
| Wilhelmsdorf                        | Wilhelmsdorf     | 1.708                     |
| Wolfegg                             | Wolfegg          | 2.761                     |
| Wolketsweiler                       | Horgenzell       | 808                       |
| Wolpertswende                       | Wolpertswende    | 2.391                     |
| Zogenweiler                         | Horgenzell       | 853                       |
| Zollenreute                         | Aulendorf        | 647                       |
| Zußdorf                             | Wilhelmsdorf     | 533                       |

## Kfz-Kennzeichen
Am 1. Juli 1956 wurde dem Landkreis bei der Einführung der bis heute gültigen Kfz-Kennzeichen das Unterscheidungszeichen RV zugewiesen. Es wird durchgängig bis heute ausgegeben.
Bis in die 1990er Jahre erhielten Fahrzeuge aus dem Altkreis Wangen Kennzeichen mit den Buchstabenpaaren AA bis EZ und den Zahlen von 100 bis 999.
Am 19. November 2019 beschloss der Kreistag die Wiedereinführung der Altkennzeichen WG (Wangen im Allgäu), ÜB (Überlingen) und SLG (Bad Saulgau).
Ab dem 22. Juli 2020 werden die früheren Unterscheidungszeichen ÜB (Überlingen), SLG (Saulgau) und WG (Wangen) im Landkreis Ravensburg wieder ausgegeben.

## Kultur
Der Landkreis Ravensburg verfügt über eine vielfältige Kulturlandschaft, die von traditionellen Bräuchen über ein lebendiges Vereinswesen bis hin zu zeitgenössischer Kunst und Medienproduktion reicht. Neben historischen Bauwerken, Museen und Heimatfesten prägen auch Theatergruppen, Musikvereine und regionale Festivals das kulturelle Leben. In jüngerer Zeit hat der Landkreis zudem als Schauplatz und Inspirationsquelle für Film- und Fernsehproduktionen auf sich aufmerksam gemacht. So wurde unter anderem die ZDFneo-Serie Tschappel ausschließlich im Landkreis Ravensburg gedreht. Die Verbindung von ländlichem Charakter und kultureller Ausdrucksvielfalt macht die Region zu einem wichtigen Träger des kulturellen Erbes Oberschwabens.

## Natur
Im Landkreis Ravensburg befinden sich 75 Naturschutzgebiete. Es stehen 6334 Hektar der Kreisfläche unter Naturschutz, das sind 3,88 Prozent. Die 51 Landschaftsschutzgebiete bedecken mit 31.036 Hektar 19,02 Prozent der Landkreisfläche.